# Emiliano Zapata (Hidalgo)
Esta página se refiere a una localidad. Para el municipio homónimo véase Municipio de Emiliano Zapata (Hidalgo)
Emiliano Zapata es una localidad mexicana, cabecera del municipio de Emiliano Zapata en el estado de Hidalgo.

## Toponimia
Se funda el poblado inicialmente con el nombre de estación ferroviaria de San Lorenzo, después se le dio el nombre Emiliano Zapata.

## Historia
En 1901 se construye el ferrocarril interoceánico que permitió comunicarla con Veracruz y la Ciudad de México. Construyéndose a un costado de la hacienda "San Lorenzo.  En 1928 un grupo de ferrocarrileros que se estableció en la estación de San Lorenzo, a un costado de la iglesia de dicho lugar. Inició la formación de un sindicato y un comité provisional.  El 1 de diciembre de 1928, se solicita al gobernador, Matías Rodríguez la creación de un ejido con el nombre de San Lorenzo.
El 6 de noviembre de 1929, se comisiona a Enrique Laison Banuet, presidente de la Comisión Agrícola Local, quien logra que el propietario de la hacienda, done 100 hectáreas, el 6 de noviembre ratifica su ofrecimiento. El 5 de febrero de 1930, se procedió a iniciar la colonia para que se colocara la primera piedra en la esquina que forman las calles Hidalgo y Emiliano Zapata, en la acera sur. El 11 de noviembre de 1942, se elevó de categoría política a cabecera municipal.

## Geografía
Se encuentra en el Valle de Apan, le corresponden las coordenadas geográficas 19°39′25.23″ de latitud norte y 98°32′50.698″ de longitud oeste, con una altitud de 2494 m s. n. m. En cuanto a fisiografía, se encuentra dentro de la provincia de la Eje Neovolcánico dentro de la subprovincia de Lagos y Volcanes de Anáhuac; su terreno es de llanura. En lo que respecta a la hidrografía se encuentra posicionado en la región Panuco, dentro de la cuenca del río Moctezuma, en la subcuenca de lagunas de Tochac y Tecocomulco.

### Clima
Cuenta con un clima templado subhúmedo con lluvias en verano, de humedad media; con una temperatura anual de 15 °C; precipitación pluvial media de 600 milímetros por año.
| Parámetros climáticos promedio de Emiliano Zapata | Parámetros climáticos promedio de Emiliano Zapata | Parámetros climáticos promedio de Emiliano Zapata | Parámetros climáticos promedio de Emiliano Zapata | Parámetros climáticos promedio de Emiliano Zapata | Parámetros climáticos promedio de Emiliano Zapata | Parámetros climáticos promedio de Emiliano Zapata | Parámetros climáticos promedio de Emiliano Zapata | Parámetros climáticos promedio de Emiliano Zapata | Parámetros climáticos promedio de Emiliano Zapata | Parámetros climáticos promedio de Emiliano Zapata | Parámetros climáticos promedio de Emiliano Zapata | Parámetros climáticos promedio de Emiliano Zapata | Parámetros climáticos promedio de Emiliano Zapata |
| Mes                                               | Ene.                                              | Feb.                                              | Mar.                                              | Abr.                                              | May.                                              | Jun.                                              | Jul.                                              | Ago.                                              | Sep.                                              | Oct.                                              | Nov.                                              | Dic.                                              | Anual                                             |
| ------------------------------------------------- | ------------------------------------------------- | ------------------------------------------------- | ------------------------------------------------- | ------------------------------------------------- | ------------------------------------------------- | ------------------------------------------------- | ------------------------------------------------- | ------------------------------------------------- | ------------------------------------------------- | ------------------------------------------------- | ------------------------------------------------- | ------------------------------------------------- | ------------------------------------------------- |
| Temp. máx. abs. (°C)                              | 30.0                                              | 32.5                                              | 32.0                                              | 49.0                                              | 39.0                                              | 32.0                                              | 30.0                                              | 30.5                                              | 30.0                                              | 29.0                                              | 30.0                                              | 29.0                                              | 49.0                                              |
| Temp. máx. media (°C)                             | 21.7                                              | 22.8                                              | 24.7                                              | 25.9                                              | 26.2                                              | 24.8                                              | 24.0                                              | 24.3                                              | 23.0                                              | 22.8                                              | 22.3                                              | 21.8                                              | 23.7                                              |
| Temp. media (°C)                                  | 10.6                                              | 11.7                                              | 13.3                                              | 15.1                                              | 16.2                                              | 16.2                                              | 15.5                                              | 15.5                                              | 14.8                                              | 13.9                                              | 12.1                                              | 11.1                                              | 13.8                                              |
| Temp. mín. media (°C)                             | -0.4                                              | 0.7                                               | 2.0                                               | 4.4                                               | 6.2                                               | 7.6                                               | 7.0                                               | 6.8                                               | 6.5                                               | 5.1                                               | 2.0                                               | 0.4                                               | 4.0                                               |
| Temp. mín. abs. (°C)                              | -11.0                                             | -7.5                                              | -8.0                                              | -4.0                                              | 1.0                                               | 0.5                                               | 1.0                                               | 1.0                                               | -0.5                                              | -5.0                                              | -8.5                                              | -10.5                                             | -11.0                                             |
| Precipitación total (mm)                          | 8.7                                               | 12.1                                              | 17.1                                              | 30.3                                              | 54.0                                              | 88.3                                              | 95.6                                              | 92.0                                              | 71.8                                              | 37.5                                              | 13.9                                              | 4.8                                               | 526.1                                             |
| Días de lluvias (≥ 0.1)                           | 2.0                                               | 2.5                                               | 4.0                                               | 7.2                                               | 10.5                                              | 13.2                                              | 14.6                                              | 14.9                                              | 13.1                                              | 8.1                                               | 3.2                                               | 1.0                                               | 94.3                                              |
| Fuente: Servicio Meteorológico Nacional. 2015     |                                                   |                                                   |                                                   |                                                   |                                                   |                                                   |                                                   |                                                   |                                                   |                                                   |                                                   |                                                   |                                                   |

## Demografía
De acuerdo con el Censo de Población y Vivienda 2020 del INEGI; la localidad tiene una población de 9584 habitantes, lo que representa el 63.16 % de la población municipal.  De los cuales 4587 son hombres y 4997 son mujeres; con una relación de 91.8 hombres por 100 mujeres.
Las personas que hablan alguna lengua indígena, es de 35 personas, alrededor del 0.37 % de la población de la ciudad. En la ciudad hay 305 personas que se consideran afromexicanos o afrodescendientes, alrededor del 3.18 % de la población de la ciudad.
De acuerdo con datos del censo INEGI 2020, unas 7539 declaran practicar la religión católica; unas 804 personas declararon profesar una religión protestante o cristiano evangélico; 38 personas declararon otra religión; y unas 1184 personas que declararon no tener religión o no estar adscritas en alguna.
| Gráfica de evolución demográfica de Emiliano Zapata entre 1940 y 2020                        |
|                                                                                              |
| Población de los censos y conteos del Instituto Nacional de Estadística y Geografía (INEGI). |

## Economía
La localidad un grado de marginación bajo y un grado de rezago muy bajo.

## Nota
1. ↑  Datos Climáticos de Emiliano Zapata organizados por la estación meteorológica 00013138 (1951-2010).